# Julián Nazar Morales
Julián Nazar Morales (Copainalá, Chiapas, 26 de abril de 1955) es un político mexicano, miembro del Partido Revolucionario Institucional (PRI). Ha sido en cuatro ocasiones diputado federal y en una al Congreso del Estado de Chiapas.

## Biografía
Es profesor normalista egresado del Instituto Tuxtla de Chiapas, ejerciendo su profesión como maestro rural. Es miembro del PRI desde 1980, de ese año a 1982 fue coordinador de Confederación Nacional Campesina (CNC) en el norte de Chiapas y fue coordinador de campañas del PRI de se mismo año.
De 1992 a 1997 fue secretario de la Coalición de Organizaciones Productivas y Desarrollo de la CNC en Chiapas, de 1994 a 1997 fue subsecretario de la CNC en la región centro y de 1994 a 1998 secretario general adjunto del comité estatal del PRI. En 1997 fue postulado por el PRI y elegido diputado federal por primera ocasión, por el pricipio de representación proporcional a la LVII Legislatura que tuvo su término en 2000. En la que fue integrante de la comisión de Agricultura y Ganadería; e integrante del Comité de Información, Gestoría y Quejas.
Fue también simultáneamente, de 1998 a 2000 subsecretario de Acción Social del comité nacional del PRI y de 1999 a 2000 secretario general de la CNC en Chiapas. En 2001 fue elegido diputado a la LXI Legislatura del Congreso del Estado de Chiapas mediante representación proporcional; ahí fue coordinador del grupo parlamentario del PRI, hasta dejar el cargo en 2003. Al dejar la diputación local fue postulado en 2003 como candidato a diputado federal por el Distrito 4 de Chiapas. Triunfó en el proceso electoral, y fue elegido a la LIX Legislatura que concluyó en 2006. En esta legislatura fue integrante de las comisiones de Agricultura y Ganadería; de Medio Ambiente y Recursos Naturales; y, especial del Café.
De 2006 a 2010 fue secretario de Organizaciones del comité nacional de la CNC. Mientras se encontraba en estar cargo, en 2009, fue elegido nuevamente diputado federal a la LXI Legislatura por representación proporcional pero esta vez como suplente de Ana María Rojas Ruiz. Esta forma de elección, fue considerada parte de las de otras diputadas propietarias de la misma legislatura que tenían como coincidencia que todas tenían suplentes varones; hecho fue interpretado por la mesa directiva de la Cámara de Diputados y por un sector importante de la opinión pública como una estrategia política para que cumpliendo con la denominada cuota de género que reservaba un determinado número de posiciones para mujeres, esta una vez electas se retiraran del cargo dejando su lugar a sus suplentes del sexo masculino. Estas diputadas, entre las que estaba Ana María Rojas Ruiz, fueron denominadas por la opinión pública como las diputadas «juanitas», por el hecho de ser postuladas y electas para un cargo con la intención de cederlo a otra persona, como en el caso de Rafael Acosta Ángeles «Juanito» y Clara Brugada en la elección de Iztapalapa.
Como reacción al caso, la mesa directiva de la Cámara de Diputados detuvo las solicitudes de licencia presentadas a inicio de la legislatura, por lo que Ana María Rojas se separó del cargo hasta el 22 de diciembre de 2009 y Julián Nazar protestó como diputado hasta el 2 de febrero de 2010, solicitó licencia entre el 18 de enero y 16 de febrero de 2012 y cesó en el cargo el 17 de abril del mismo año en que Ana María Rojas reasumió como diputada federal. En sus periodos de esta legislatura fue presidente de la comisión especial de Ganadería; e integrante de las comisiones especiales para la Atención de los asuntos de la frontera sur, Encargada de impulsar y dar seguimiento a los programas y proyectos de desarrollo de la Frontera Sur de México; de Cuenca de los Ríos Grijalva-Usumacinta; y, de Desarrollo de Microrregiones.
Al dejar la diputación en 2012 fue coordinador de la campaña presidencial de Enrique Peña Nieto en Chiapas. El 5 de julio de 2013 fue nombrado  secretario del Campo del gobierno de Chiapas, por el gobernador Manuel Velasco Coello. Dejó el cargo el 20 de enero de 2015 para ser nuevamente candidato del PRI a diputado federal, en esta ocasión por el  Distrito 10 de Chiapas y siendo elegido para representarlo en la LXIII Legislatura que concluyó en 2018. En la Cámara de Diputados fue presidente de la comisión del Café; secretario de las comisiones de Agricultura y Sistemas de Riego; y, de Desarrollo Rural; e integrante de las comisiones de Proyectos productivos en zonas marginadas; y, de Ganadería. 
Pidió licencia al cargo el 27 de agosto de 2017 para ser aspirante a presidente estatal del PRI y se reincorporó al cargo el 4 de septiembre, y el día 7 del mismo mes asumió el liderazgo del PRI estatal; y tuvo una segunda licencia como diputado entre el 1 de abril y el 4 de julio de 2018. Siendo presidente estatal del PRI, fue denunciado en 2019 por violencia política de género por mujeres militantes de su partido, demandando su remoción del cargo.
El Tribunal estatal lo condenó a presentar disculpas públicas, lo cual hizo, pero las demandantes apelaron dicha sentencia ante la sala regional del Tribunal Electoral del Poder Judicial de la Federación (TEPJF) que revocó dicha sentencia y lo condenó por violencia política de género. En 2021 fue postulado por la coalición Va por México nuevamente a diputado federal por el Distrito 10 de Chiapas, debido a ello fue nuevamente demandado por la misma situación y el Tribunal estatal lo condenó a ser inscrito en el Registro Nacional de Violencia Política que implicaba perder la candidatura. Nazar impugnó dicha resolución y el TEPJF le dio la razón por haberse vulnerado el principio de irretroactividad. Participó en las elecciones federales pero resultó derrotado por su contrincante de la coalición Juntos Hacemos Historia, logrando solo el 10.69% de los votos, frente al 68.62% de Juan Pablo Montes de Oca Avendaño.